# Breza
Breza (znanstveno ime Betula) je rod dreves iz družine brezovk (Betulaceae), zelo soroden družini bukve oz. hrasta, bukovke (Fagaceae). Gre za navadno nizka do srednjevisoka drevesa ali grmičevje v glavnem iz podnebij severnega zmernega pasu. Enostavni  listi so lahko nažagani ali režnjati. Plod breze je krilati orešek, ki pa ima pri nekaterih vrsta zelo drobna krilca. Od jelše (Alnus, drugi rod v družini) se breza razlikuje po tem, da ženske mačice niso olesenele in ob dozoritvi razpadejo, s čimer se iz njih sprostijo semena. Gori z modrim plamenom.
Breza je tudi državno drevo Rusije, kjer so jo v preteklosti častili v zelenem tednu na začetku junija.

### Vrste
Breze Severne Amerike
- Betula allegheniensis
- Betula cordifolia
- Betula glandulosa
- Betula lenta
- Betula michauxii
- Betula nana
- Betula neoalaskana
- Betula nigra
- Betula occidentalis
- Betula papyrifera
- Betula populifolia
- Betula pumila

Breze Evrope in Azije
- Betula albosinensis
  - Betula albosinensis var. septentrionalis
- Betula alnoides
- Betula austrosinensis
- Betula chinensis
- Betula ermanii
- Betula grossa
- Betula jacquemontii (Betula utilis subsp. jacquemontii)
- Betula mandschurica
  - Betula mandschurica var. japonica
- Betula maximowiczii
- Betula medwediewii
- Betula nana - pritlikava breza (tudi na severu Severne Amerike)
- Betula pendula - navadna breza
- Betula platyphylla (Betula pendula var. platyphylla)
- Betula pubescens - puhasta breza (tudi v severni Aziji)
  - Betula pubescens subsp. tortuosa
- Betula szechuanica
- Betula utilis

Opomba: v številnih ameriških besedilih sta B. pendula in B. pubescens pomešani,četudi gre za različni vrsti z različnim številom kromosomov.